# Biševo
Biševo is een klein eiland gelegen in Adriatische Zee, ten zuidwesten van het eiland Vis. Dit eiland is onbewoond, uitgezonderd in de zomer, wanneer het tijdelijk bewoond wordt. Biševo kent enige verlaten baaien.
Een van de grotere Adriatische (Kroatische) bezienswaardigheden is de Blauwe Grot.